# The Ex
The Ex és un grup musical underground dels Països Baixos. Després de la seva creació el 1979, en ple auge de la música punk, el grup va desenvolupar un estil musical que unia rock, jazz, improvisació i música ètnica. Al llarg dels més de 25 anys de carrera, els seus integrants han realitzat més de mil concerts a Europa, Amèrica del Nord i Àfrica, i publicat una vintena d'àlbums. Entre els seus discos consten Starters alternators (1998), In the fishtank (1999) i Dizzy spells (2001).

## Membres
Present
- Terrie Hessels (1979–present)
- Katherina Bornefeld (1984–present)
- Andy Moor – (1990–present)
- Arnold de Boer – (2009–present)

Anterior
- G.W. Sok – vocals (1979–2009)
- Geurt Van Gisteren – tambors (1979–1981)
- René de Groot – baix (1979–1980)
- Bas Masbeck – Baix (1980–1983)
- Wim ter Weele – Bateria (1981–1982)
- Sabien Witteman – Bateria (1982–1984)
- Luc Klaasen – baix (1983–2002)
- Jou Laarman – baix (1983–1985)
- Johannes van de Weert – vocals (1986–1987)
- Nicolette Schuurman – guitarra (1987–1989)
- Colin – baix (1993–1994, 2005)
- Han Buhrs – vocals (1995–1997)
- Han Bennink – Bateria (1997)
- Rozemarie Heggen – Contrabaix (2003–2005)
- Massimo Pupillo – baix (2005)

## Discografia
Àlbums
- Disturbing Domestic Peace (1980)
- History Is What's Happening (1982)
- Tumult (1983)
- Blueprints for a Blackout (1984)
- Pokkeherrie (1985)
- 1936, The Spanish Revolution (1986)
- Too Many Cowboys (1987)
- Hands Up! You're Free (1988)
- Aural Guerrilla (1988)
- Joggers and Smoggers (1989)
- 6' (1991)
- Scrabbling at the Lock (1991)
- And the Weathermen Shrug Their Shoulders (1993)
- Instant (1995)
- Mudbird Shivers (1995)
- Starters Alternators (1998)
- Dizzy Spells (2001)
- Een Rondje Holland (2001)
- Turn (2004)
- Moa Anbessa (2006)
- Catch My Shoe (2011)
- Y'Anbessaw Tezeta (2012)
- Enormous Door (2013)